# Sông Vĩnh Điện
Sông Vĩnh Điện là một con sông đào ở Quảng Nam và Đà Nẵng. Sông có chiều dài là 23 km.

## Đặc điểm
Sông Vĩnh Điện là một trong tám con sông đào lớn ở Việt Nam dưới triều Nguyễn, bắt nguồn từ sông Thu Bồn tại địa phận Điện Bàn. Theo tư liệu chính sử, sông Vĩnh Điện trước kia là một con sông nhỏ, đường nước nông hẹp. Vào tháng 3 năm Minh Mạng thứ 5 (1824), nhà vua cho 3000 dân phu đào một đoạn sông dài 1.640 trượng thông từ xã Câu Nhi đến xã Cẩm Sa thuộc địa phận tỉnh Quảng Nam, cho đặt tên là sông Vĩnh Điện. Sông đào đến tháng 5 năm 1824 xong.